# Fabien Danesi
 (octobre 2014).
Si vous disposez d'ouvrages ou d'articles de référence ou si vous connaissez des sites web de qualité traitant du thème abordé ici, merci de compléter l'article en donnant les références utiles à sa vérifiabilité et en les liant à la section « Notes et références ».
Fabien Danesi, né le 15 juin 1975, est un historien de l'art français, maître de conférences en pratique et théorie de la photographie à l'UFR des Arts de l'université de Picardie Jules-Verne à Amiens de 2008 à 2021. Depuis octobre 2021, il est le directeur du FRAC Corsica.

## Biographie
Fabien Danesi est docteur en histoire de l'art de l'université Panthéon-Sorbonne avec une thèse soutenue en 2002, sous la direction de Philippe Dagen, qui a pour titre L'ambivalence du ready-made à l'époque postmoderne. Ancien pensionnaire de la Villa Médicis - Académie de France à Rome, en 2007-2008, il a enseigné auparavant à l'université François-Rabelais de Tours, à l'université Paris 13, à l'université Panthéon-Sorbonne et l'université de Versailles-Saint-Quentin-en-Yvelines.
Membre de l'Association internationale des critiques d'art-France, il a été responsable de septembre 2014 à juin 2017 du programme du Pavillon Neuflize OBC, laboratoire de création du Palais de Tokyo. Il a ensuite été co-commissaire de deux expositions au Palais de Tokyo et a assuré la programmation artistique de la Casa Conti - Ange Leccia à Oletta. Depuis octobre 2021, il est le directeur du FRAC Corsica,, établissement culturel de la Collectivité de Corse.

## Œuvres

### Ouvrages écrits
- Avec Jesper Just et Katell Jaffrès, Jesper Just, Dijon, Les Presses du réel, 2015 (ISBN 978-2-84711-059-3)[6]
- L'Extase esthétique. Jean Baudrillard et la consommation/consumation de l'art, Paris, Sens & Tonka, 2014, 48 p. (ISBN 978-2-84534-244-6)
- La Beauté de l'indifférence ou le pat de Marcel Duchamp, Paris, Sens & Tonka, 2012 (ISBN 978-2-84534-203-3) (réédition en 2014)
- Avec Fabrice Flahutez et Emmanuel Guy, La Fabrique du cinéma de Guy Debord, Paris, Actes Sud, 2013 (ISBN 978-2-330-01756-9)[7]
- Avec Fabrice Flahutez et Emmanuel Guy, Undercover  Guy Debord, Paris, Artvenir, 2012, 42 p. (ISBN 978-2-9539406-1-9)
- Le Cinéma de Guy Debord ou la négativité à l'œuvre (1952-1994), Paris, Paris expérimental, 2011, 233 p. (ISBN 978-2-912539-42-7)[8],[9]
- « La nymphe et le phallus : sur Three Horizontals et l'angoisse suspendue », dans Fabien Danesi, Evelyne Grossman et Frédéric Vengeon, Louise Bourgeois (plasticienne) "Three Horizontals, Paris, INHA/Collège International de Philosophie et éditions Ophrys, 2011 (ISBN 978-2708012905)
- Le mythe brisé de l'Internationale situationniste : l'aventure d'une avant-garde au cœur de la culture de masse (1945-2008), Dijon, Les Presses du réel, 2007 (ISBN 978-2-84066-203-7)[10]
- L'œil nomade. La photographie de voyage avec Ange Leccia, Paris, Isthme éditions, 2005 (ISBN 2-912688-46-9, BNF 39955045)
- De la transposition. Notes sur l'écriture-cinéma de Christian Merlhiot, Paris, Léo Scheer, 2003

### Film
- Le désert n'a jamais tort, sur la route du Land art, film en coréalisation avec Fabrice Flahutez et Adeline Lausson, Paris, coproduction Galerie VivoEquidem - Pavillon Neuflize OBC, laboratoire de création du Palais de Tokyo, 30 min 33 s, 2011
- The Dialectic of the Stars, 60 min, 2018.

### Expositions
1 - The Fourth Dimension. Onomichi Museum City of Art, 22 novembre 2014 - 12 janvier 2015. Exposition des artistes du Pavillon, laboratoire de création du Palais de Tokyo. Artistes invités : Basma Alsharif, Charbel-Joseph H Boutros, Aung Ko, Jonathan Martin, Shelly Nadashi, Keishiro Shibuya.
2 - La nuit, les molécules l’horizon. Exposition au FRAC Corse, 29 mai 2015 - 30 octobre 2015. Artistes exposés : Boris Achour, Dennis Adams, Daniel Bosser, Stephen Dean, Mimosa Echard, Hakima El Djoudi, Sylvie Fanchon, Alicia Framis, Rodney Graham, (IFP), Gérard Koch & Pascal Alessandri, Ange Leccia, Gabriel Orozco, Présence Panchounette, Gaël Peltier, David Raffini, Bernhard Rüdiger, Claude Rutault, et Franck Scurti. Catalogue éponyme publié à cette occasion : La nuit, les molécules, l’horizon. Œuvres de la collection du FRAC Corse, Milan, Silvana Editoriale, 2015, 64 p.
3 - Hallucination(s), exposition à la Casa Conti - Ange Leccia, Oletta, 14 juillet - 30 septembre 2015. Artistes exposés : Trisha Baga, Mélissa Epaminondi, Dominique Gonzalez-Foerster, Ange Leccia et Ben Russell. 4 - Urban Legends. Exposition au Seoul Museum of Modern Art (SeMA), 5 avril 2016 - 31 mai 2016. Artistes exposés : Alexis Guillier, Hoël Duret, Jean-Alain Corre, Lou Lim, Ollie Palmer, Ayoung Kim et Ange Leccia.
5 - Hors-Jeu. L’art contemporain et le football, Casa Conti - Ange Leccia, Oletta, 30 juillet - 30 septembre 2016. Artistes exposés : Stephen Dean, Laurent Grasso, Ange Leccia, Jacques Tati, Jean-Philippe Toussaint, et Apichatpong Weerasethakul.
6 - Prec(ar)ious Collectives. 23 Academia Street, Athènes, 6 - 12 avril 2017. Exposition des artistes du Pavillon, laboratoire de création du Palais de Tokyo, en parallèle à Documenta 14. Artistes exposés : Manolis Daskalakis-Lemos, Lola Gonzàlez, Taloi Havini, Yu Ji, Wataru Tominaga et Thomas Teurlai.
7 - Playlist, Casa Conti - Ange Leccia, Oletta, juillet - septembre 2017. Artistes exposés : Aurélien Froment, Ange Leccia, Laina Lertxundi, Angelica Mesiti et Julien Perez.
8 - The Dialectic of the Stars, Festival à Los Angeles du 11 au 25 février 2018 dans le cadre de la résidence de la FLAX Foundation (France Los Angeles Exchange). Artistes exposés : Scoli Acosta, Jasmin Blasco, Fouad Bouchoucha, Bertrand Dezoteux, Lucky Dragons, Hoël Duret, Naotaka Hiro, Robert Karimi, Ange Leccia, Rafaela Lopez, Emily Mast, Arash Nassiri, Alison O'Daniel, Assaf Shaham, Geneva Skeen, et Noé Soulier.
9 - The Dialectic of the Stars. Extinction Dancefloor, Platform-L. Séoul, 5 avril - 30 juin 2018. Artistes invités : Onejoon Che, Jochen Dehn, Olivier Dollinger, Mimosa Echard, Pierre Gaignard, Lola Gonzàlez, Daiga Grantina, YoungZoo Im, Bona Park, Arash Nassiri et Pepo Salazar.
10 - Ana Vaz. The Voyage Out, Casa Conti - Ange Leccia, 18 juillet - 30 septembre 2018.
11 - I did an exhibition in my house nobody came, Appartement privé, Paris, 18 octobre - 17 novembre 2018.
12 - Prince.sse.s des villes, Palais de Tokyo, Paris, 21 juin - 8 septembre 2019, commissaire associé. Commissaire : Hugo Vitrani. Artistes exposés : Aderemi Adegbite, Shishir Bhattacharjee, Biquini Wax, Chelsea Culprit, Ndidi Dike, Ema Edosio, Kadara Enyeasi, Falz, Dex Fernandez, Dina Gadia, Ha.Mü, Amir Kamand, Farrokh Madhavi, Maine Magno, Pow Martinez, Leeroy New, Emeka Ogboh, Wura-Natasha Ogunji, Adeola Olagunju, Ashfika Rahman, Mahbubur Rahman, Fernando Palma Rodriguez, John Jayvee del Rosario, Barbara Sanchez-Kane, Mamali Shafahi, Reza Shafahi, Justin Shoulder, Mohammad Shoyeb, Manuel Solano, Newsha Tavakolian, Stephen Tayo, Tercerunquinto, Timmy Harn, Traición Maria, Jeona Zoleta Zombra... + Lulu (Chris Sharp, Martin Soto Climent et leurs artistes).
13 - Sans voix, Casa Conti - Ange Leccia, Oletta, Corse, 26 juillet - 30 septembre 2019. Artistes exposés : Ange Leccia, Marianna Simnett, Newsha Tavakolian, Marie Voignier et Yuyan Wang.
14 - Notre monde brûle, Palais de Tokyo, Paris, 21 février - 17 juin 2020, commissaire associé. Commissaire : Abdellah Karroum. Artistes exposés : John Akomfrah, Mustapha Akrim, Francis Alÿs, Kader Attia, Mounira Al Solh, Bouthayna Al Muftah, Monira Al Qadiri, Sophia Al Maria, Sammy Baloji, Yto Barrada, Aslı Çavuşoğlu, Faraj Daham, Bady Dalloul, Inji Efflatoun, Khalil El Ghrib, Mounir Fatmi, Fabrice Hyber, Dominique Hurth, Amal Kenawy, Amina Menia, Shirin Neshat, Otobong Nkanga, Sara O’Haddou, Michael Rakowitz, Younes Rahmoun, Wael Shawky, Oriol Vilanova, Danh Vo, Raqs Media Collective.
15 - The Secrets of Alidades, Djeddah, Arabie Saoudite, 8 juillet - 7 septembre 2021. Artistes exposés : Qamar Abdulmalik, Sarah Abu Abdullah, Alia Ahmad, Eijia-Liisa Ahtila, Ahaad Alamoudi, Rajaa Alhajj, Moath Alofi, Bashaer Alhawsawi, Nasser Almulhim, Zahiyah Alraddadi, Nasser Alsalem, Mohamed Alsanie, Zena Amir, Dana Awartani, Asaad Badawi, Philippe Baudelocque, Hicham Berrada, Asma Bahmim, Sarah Brahim, Zahra Bundakji, Basma Felemban, Fabrice Hyber, Aisha Islam, Ammar Jiman, Zeyn Joukhadar, Ange Leccia, Sarah Ouhaddou, Agnieszka Polska, Matteo Rubbi, Anhar Salem, Yasmeen Sudairy, Sarah Taibah, Esther Teichmann, and Ayman Zedani.
16 - I’ve seen things you people wouldn’t believe, FRAC Corsica, Corti, 5 novembre 2021 - 28 février 2022. Artistes exposés : Jean-Marie Appriou, Guillaume Aubry, David de Beyter, Salomé Chatriot, Caroline Corbasson, Bill Culbert, Roland Flexner, Cyrielle Gulacsy, Agata Ingarden, Théo Massoulier, Marylène Negro, Josèfa Ntjam, Bruno Peinado, Agnieszka Polska, Florian et Michael Quistrebert, Keith Sonnier, Tatiana Wolska.
17 - L’Atlante di e Meraviglie. Zeyn Joukhadar & Matteo Rubbi, FRAC Corsica, Corti, 18 mars - 18 juin 2022.
18 - Lente Passioni. Pauline Curnier Jardin, FRAC Corsica, Corti, 5 novembre 2022 - 23 mars 2023.
19 - Je veux ce que je veux. Ange Leccia, FRAC Corsica, Corti, 1er juillet - 21 octobre 2023.
20 - A Terra di U Cumunu, FRAC Corsica, Corti, 9 novembre 2023 - 21 mars 2024. Artistes exposés : Amandine Joset-Battini, Flo*Souad Benaddi, Toni Casalonga, Aurélie Ferruel et Florentine Guédon, Marcos Ávila Forero, Asunción Molinos Gordo, Hendrik Hegray, Judith Hopf, Suzanne Husky, Nicolas Momein, Gyan Panchal, Anna Reutinger, Rémi Voche et Jean -Philippe Volonter.
21 - Où commence une île ? Jordi Colomer, FRAC Corsica, Corti, 9 avril - 15 juin 2024.
22 - Art & Sport, mai - ctobre 2024 13 expositions - 13 sites ou évènements sportifs. Organisé par le Grand PalaisRMN. Œuvres issues des collections des 22 FRAC.
A - Hand in Hand in Hand (le toucher), Maison des sports de Nevers, 5 mai - 2 juin. Artistes exposés : Cool Balducci, Monica Bonvicini, Claude Closky, Edith Dekyndt, David de Tscharner, Antoni Muntadas, Ed Pien, Su-Mei Tsé et Elsa Werth. 
B - Les Rêveurs à la lanterne (le néon), Palais des Congrès de Saint-Brieuc, 26e Jeux nationaux Avenir Handisport, 8 - 12 mai. Artistes exposés : Boris Achour, Michel François, François Morellet et Arno Piroud. 
C - Pop Up Play Polychrome (le multicolore), Mulhouse Climbing Center, 15 mai - 30 juin. Artistes exposés : John M. Armleder, Oliver Beer, Jérôme Bell, Daniel Firman, Stéphane Lallemand et Kohei Sasahara. 
D - Cim(ais)es (les arbres), Boulodrome du Douaisis, 17 mai - 23 juin. Artistes exposés : Jean-Charles Bustamante, Dino Dinco, Anne-Marie Filaire, Charles Fréger, Geert Goiris, Zoe Leonard, Janne Lehtinen, Sophie Ristelhueber et Gilles Saussier. 
E - How to Whisper to the Ocean (les mondes marins), 1er juin - 31 juillet. Artistes exposés : Martine Aballéa, Michel Blazy, Jennifer Douzenel, Simon Faithfull, Nicholas Floc’h, Patrick Jolley et Reynold Reynolds, Philippe Ramette. 
F - Et nous passons avec lui (le temps), 9 - 16 juin. Artistes exposés : Isabelle Arthuis, Marie Denis, Ruth Ewan, Ant Farm, Véronique Joumard, Claude Parent, Georgina Starr et Fiona Tan. 
G - Universal Tongue. Anouk Kruithof, Palais des sports de Grenoble, 15-29 juin. 
H - "Si un animal vous dit qu'il peut parler, il ment probablement" (les animaux), Pôle hippique de Saint-Lô, 6 juillet - 1er septembre. Artistes exposés : Francis Alÿs, Anne-Charlotte Finel, Christine Laquet, Basim Magdy, Paulien Oltheten, Guillaume Pinard, Georges Rey, Margaret Salmon, Carolina Saquel, Béatrice Utrilla et Bertrand Arnaud. 
I - Le Monde est à tous.tes (le multiculturalisme), Maison de la conversation (studio adidas), Paris, 13 juillet - 9 septembre. Artistes exposés : Mohamed Bourouissa, Aurélien Froment, Katia Kameli, Zanele Muholi, Josèfa Ntjam, Buhlebezwe Siwani et James Webb. 
J - Look on the Bright Side. Yuyan Wang, Phare de Senetosa, Sartène, 26 juillet - 11 août. 
K - "Et dans la tempête et le bruit, la clarté reparaît grandie..." (la tempête), L'Embarcadère, Marseille Capitale de la mer, 20 - 30 septembre. Artistes exposés : Julie Chaffort, Ange Leccia, Mélissa Epaminondi, Jason Hendrik Hansma et Julius von Bismarck. 
L - Objet respirant non identifié, Péristyle de la mairie de Tours, course Paris - Tours, 6 - 13 octobre. Artistes exposés : Edith Dekyndt, Angelika Markul et Bruno Peinado.
23 - Love is Everything Else, Casa Conti - Ange Leccia, Oletta, 1er juin - 7 juillet 2024. Artistes exposés : Regina Demina, Liên Hoàng-Xuân, Valentin Noujaïm, Miriam Simun, Émilie Brout et Maxime Marion.
24 - Arcanes, rituels et chimères, FRAC Corsica, Corti, 4 juillet - 19 octobre 2024. Artistes exposés : Mathilde Albouy, Nils Alix-Tabeling, Ruba Al-Sweel, Kevin Bray, Madison Bycroft, Leonora Carrington, Dominique Degli Esposti, Justin Fitzpatrick, Michele Gabriele, Antoine Giacomoni, Cecilia Granara, Shuo Hao, Wilma Harju, Youri Johnson, Kris Lemsalu, Isaac Lythgoe, Alexandra Metcalf, Ji-Min Park, Rojda Yavuz.
25 - Château en pleurs, Tohé Commaret et Sarah-Anais Desbenoit, Casa Conti - Ange Leccia, Oletta, 12 juillet - 31 août.